# Xanthodes gephyrias
Xanthodes gephyrias is een vlinder uit de familie visstaartjes (Nolidae). De wetenschappelijke naam van deze soort is voor het eerst geldig gepubliceerd in 1902 door Meyrick.
De soort komt voor in tropisch Afrika.